# Brevísima relación de la destrucción de las Indias
La Brevísima relación de la destrucción de las Indias es un libro publicado en 1552 por el fraile dominico español Bartolomé de las Casas, principal defensor de los indígenas en América durante el siglo XVI, sobre los malos tratos y atrocidades cometidos contra los pueblos indígenas de América, como producto de  la conquista del Nuevo Mundo por España. 
Bartolomé de las Casas llegó a las Antillas durante los primeros años de la colonización española. Habiendo sido encomendero, a los pocos años decidió tomar los hábitos dominicos y paradójicamente se convirtió en uno de los más acérrimos defensores de los derechos de los amerindios. El padre De las Casas había sido testigo —y participante también— de la catástrofe demográfica que condujo a la desaparición de los taínos, los guanahatabeyes y los caribes.

## Descripción de la obra

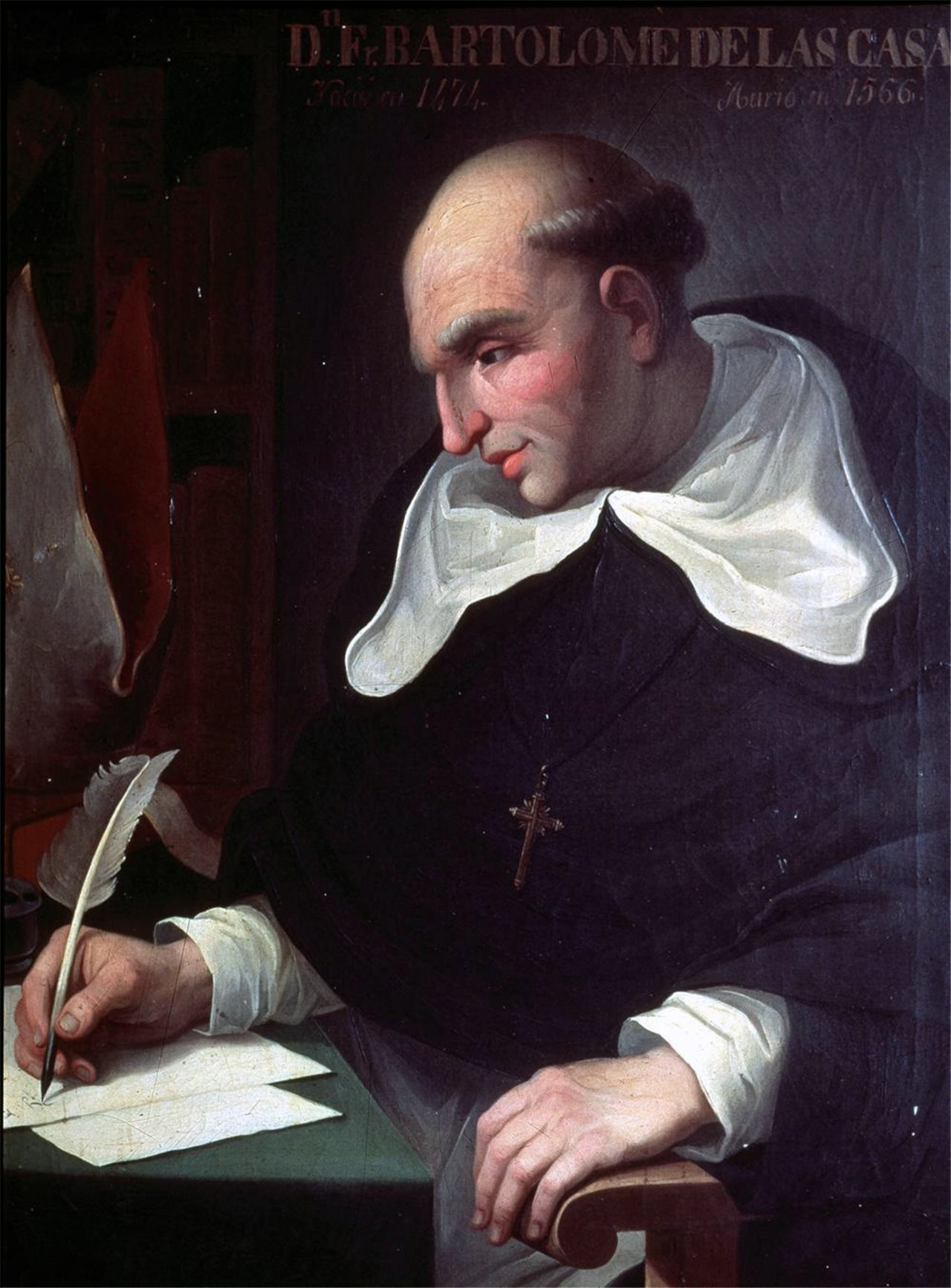
Bartolomé de las Casas, autor de la Brevísima relación de la destrucción de las Indias.

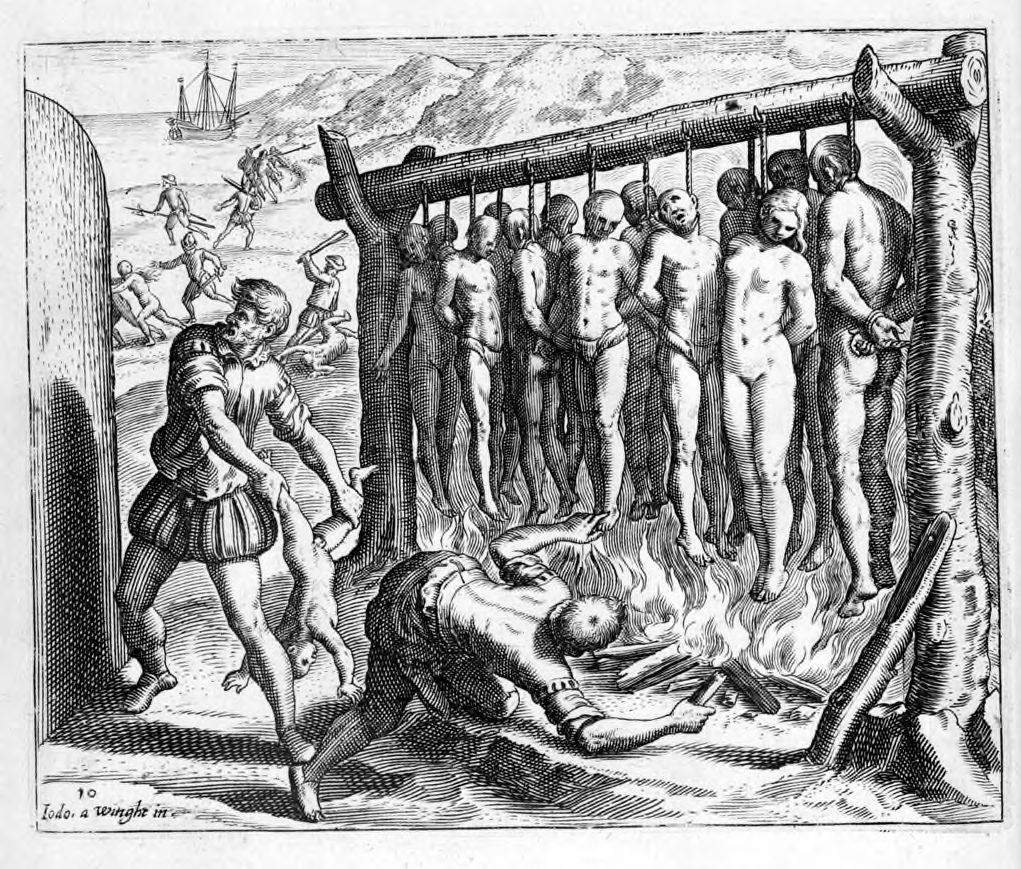
Una ilustración del diseñada por Theodor de Bry para la Brevisima.

La Brevísima relación fue escrita por fray Bartolomé de las Casas y dedicada al príncipe Felipe —quien fue posteriormente el rey Felipe II de España—, encargado por el rey Carlos V, su padre, de los asuntos de Indias por aquel tiempo. Con su obra, las Casas quiso que el futuro rey de España conociera las injusticias que cometían los españoles en América.
Hacia 1540, De las Casas comenzó en México la redacción de la Destrucción de las Indias. En 1542, estando en España, acabó una primera redacción. Un resumen de la obra parece ser que le fue leído al rey Carlos I y nuevamente, durante las Cortes de Castilla de abril-mayo de 1542 en Valladolid, ante una comisión nombrada por el rey para oír al padre Las Casas y estudiar el problema de las Indias, dando lugar a la redacción de las Leyes Nuevas para reformar el Derecho indiano. En 1546, tras el fracaso de dichas leyes, añadió algún comentario más.
Después, en 1547 la aumentó con algunos párrafos e intentó imprimir una versión muy retocada usando el seudónimo: Istoria sumaria y relación brevísima y verdadera de lo que vio y escribió el reverendo padre fray Bartolomé de la Peña. En 1552, imprimió en Sevilla, en la imprenta de Sebastián Trugillo y sin pasarla por censura previa la versión primera, de nuevo ampliada con información reciente: Brevísima relación de la destrucción de las Indias. De la primera Brevísima se conserva un manuscrito hológrafo en el Archivo Histórico de la Provincia de los Dominicos de Aragón, en Valencia.
De las Casas no tuvo consecuencias por haber publicado la Brevísima. La obra no fue recogida hasta la cédula real del 21 de septiembre de 1556 (que no la cita específicamente). Este libro no fue censurado en España y pudo circular libremente, tal vez por el respeto que la Corona española tenía de su autor. Sin embargo, en junio de 1660 —108 años después de su publicación— la Inquisición española decretó la «prohibición de dicho libro», que un año antes ya había sido expurgado por parte del calificador jesuita del Santo Oficio Francisco de Minguijón.
La obra comienza con una dedicatoria al príncipe Felipe, futuro rey Felipe II, y acaba con este párrafo: «Y con color de que sirven al rey los españoles en América, deshonran a Dios y roban y destruyen al Rey».
La Brevísima se imprimió con los dineros que la Corona pagaba a Bartolomé de las Casas por los servicios prestados. Hasta mediados 1551 gobernaron como regentes María de Austria, la hija mayor de Carlos I, y su esposo Maximiliano II de Habsburgo, el futuro emperador del Sacro Imperio Romano Germánico), quienes simpatizaban con las ideas lascasianas. Fue sólo cuatro años después, cuando subió al trono Felipe II y ante la hostilidad que la obra despertó entre los castellanos de ambos lados del Atlántico, que se mandó recoger todas las obras que no llevasen licencia real expresa, es decir, los «Tratados», incluida la Brevísima.

## Recepción
La recepción crítica de la Brevísima relación de la destrucción de las indias está constituida por varios factores, principalmente la que abarca al periodo colonial, es decir, luego de la publicación de la Brevísima y, posteriormente, la de análisis para los críticos. La obra fue reproducida y traducida, en más de 50 lenguas alrededor del mundo. También, la obra fue recibida como una crítica a las políticas que se regían en las Américas, provocando indirectamente, años después, cambios en la estructuración de leyes y demás.
En relación con los estudios contemporáneos, el texto de Bartolomé de las Casas es esencial para el análisis histórico y biográfico de lo sucedido en la conquista española, apoyándose, además, contextualmente con otros autores de la época o posteriores. Estudios centrados en aspectos antropológicos, humanísticos, históricos, filosóficos, religiosos, entre otros.
Julián Marías afirmó en su España inteligible "sobre el nulo valor documental de la Brevísima relación de la destrucción de las Indias, su partidismo y su demencial exageración".